# 日里亚季诺区
日里亚季诺区（俄语：Жирятинский район）是俄罗斯联邦布良斯克州下辖的一个区，其行政中心为日里亚季诺。据2016年统计，该区的人口为7072人。